# Rally Tierras Altas de Lorca de 2022
El Rally Tierras Altas de Lorca de 2022 fue la 10.º edición y la primera ronda de la temporada 2022 del Súper Campeonato de España de Rally y de la Copa de España de Rallyes de Tierra. Se disputó del 4 al 5 de marzo y fue también puntuable para los campeonatos de Andalucía y Murcía de tierra, el desafío 2RM, la Copa Proto 2RM, la Beca Júnior R2 RFEDdA y la copa Kobe Motor.
Efrén Llarena logró una apretada victoria en Lorca por delante de Iván Ares y Pepe López segundo y tercero respectivamente y separados ambos por apenas dos segundos de diferencia. Pepe empezó liderando la prueba pero se vio lastrado al sufrir un pinchazo en el cuarto tramo. Peor suerte corrió José Antonio Suárez que a pesar de marcar más scratch que nadie sufrió una rotura de los espárragos y tuvo que reengancharse a la carrera terminando en la decimonovena plaza. Alejandro Cachón fue cuarto a poco más de dos segundos del podio.

## Itinerario
| Día   | Tramo | Nombre   | Distancia | Hora  | Ganador             | Tiempo       | Líder         |
| ----- | ----- | -------- | --------- | ----- | ------------------- | ------------ | ------------- |
| Día 1 | TC1   | A1       | 14.99 km  | 07:53 | Pepe López          | 8:57.6       | Pepe López    |
| Día 1 | TC2   | B1       | 12.17 km  | 08:21 | José Antonio Suárez | 7:53.0       | Pepe López    |
| Día 1 | TC3   | A2       | 14.99 km  | 10:41 | José Antonio Suárez | 8:44.7       | Pepe López    |
| Día 1 | TC4   | B2       | 12.17 km  | 11:09 | Erik Cais           | 7:54.9       | Efrén Llarena |
| Día 1 | TC5   | C1       | 14.55 km  | 14:14 | Neutralizado        | Neutralizado | Efrén Llarena |
| Día 1 | TC6   | D1       | 11.21 km  | 14:42 | José Antonio Suárez | 6:22.9       | Efrén Llarena |
| Día 1 | TC7   | C2 (TC+) | 14.55 km  | 16:47 | Neutralizado        | Neutralizado | Efrén Llarena |
| Día 1 | TC8   | D2       | 11.21 km  | 17:15 | José Antonio Suárez | 6:19.4       | Efrén Llarena |

## Clasificación final
| Pos. | Piloto                   | Copiloto         | Automóvil              | Tiempo  | Diferencia |
| ---- | ------------------------ | ---------------- | ---------------------- | ------- | ---------- |
| 1.   | Efrén Llarena            | Sara Fernández   | Škoda Fabia Rally2 evo | 49:02.0 | 0.0        |
| 2.   | Iván Ares                | David Vázquez    | Hyundai i20 N Rally2   | 49:25.6 | +23.6      |
| 3.   | Pepe López               | Borja Rozada     | Hyundai i20 N Rally2   | 49:27.5 | +25.5      |
| 4.   | Alejandro Cachón         | Ángel Luis Vela  | Citroën C3 Rally2      | 49:29.1 | +27.1      |
| 5.   | Erik Cais                | Petr Těšínský    | Ford Fiesta Rally2     | 49:49.5 | +47.5      |
| 6.   | Cristian García Martínez | Mario González   | Škoda Fabia Rally2 evo | 50:03.0 | +1:01.0    |
| 7.   | José Luis García         | Dani Cué         | Škoda Fabia R5         | 51:52.9 | +2:50.9    |
| 8.   | Daniel Alonso            | Adrián Pérez     | Citroën C3 Rally2      | 51:58.4 | +2:56.4    |
| 9.   | Juan Carlos Quintana     | Yeray Mújica     | Škoda Fabia R5         | 52:16.6 | +3:14.6    |
| 10.  | Eduard Pons              | Alberto Chamorro | Škoda Fabia Rally2 evo | 52:18.7 | +3:16.7    |